# Olenecamptus detzneri
Olenecamptus detzneri là một loài bọ cánh cứng trong họ Cerambycidae.